# ميخائيل إيدن
ميخائيل إيدن (بالإنجليزية: Michael Eden)‏ هو لاعب دوري الرغبي أسترالي، ولد في 27 مارس 1960.